# 印度自治领
印度聯邦（英語：Union of India），通稱印度自治領（英語：Dominion of India），是曾短暫存在於南亚次大陸上的一個國家。
當英國於1947年8月15日結束對印度次大陸的統治之後，便在此地建立了印度聯邦和巴基斯坦這兩個自治領予以取代。所依據的是英國下議院通過的《1947年印度獨立方針》，以作為從殖民地過度到完全獨立建國的一個階段。1950年1月26日，憲法頒布，印度共和國正式成立，印度自治领完成階段性功能，宣告終止，并被印度共和國替代。

## 印巴分治
當1947年8月中印巴兩自治領加入大英國協以後，旁遮普和孟加拉兩個最大的省份脫離，致使印、巴分治。

## 相關
- 英屬印度
- 印度獨立運動
- 不合作運動
- 自由印度